# Киреев, Алексей Сергеевич
Алексе́й Серге́евич Кире́ев (1912 — ?) — советский футболист, тренер. Мастер спорта СССР (1949).

## Карьера
В 1930-х годах играл за ФК «Красный Октябрь» и сборную Сталинграда по футболу. В 1938 и 1945 годах играл в классе сильнейших команд за ФК «Трактор». В 1946 году тренировал дублирующий состав «Трактора», в 1947 и 1948 годах — второй тренер команды мастеров. В 1948 году был старшим тренером сталинградского «Торпедо». Позже долгое время тренировал сталинградский «Металлург». В 1957 году привёл команду к чемпионству в первенстве РСФСР.

## Статистика

### Клубная
| Команда                | Сезон | Чемпионат | Чемпионат | Чемпионат | Кубок | Кубок | Итого | Итого |
| Команда                | Сезон | Уров.     | Игры      | Голы      | Игры  | Голы  | Игры  | Голы  |
| ---------------------- | ----- | --------- | --------- | --------- | ----- | ----- | ----- | ----- |
| Металлург (Сталинград) | 1937  | V         | 10        | 4         | 1     | 0*    | 11    | 4*    |
| Трактор (Сталинград)   | 1938  | I         | 8         | 0         | 0     | 0     | 8     | 0     |
| Трактор (Сталинград)   | 1945  | I         | 4         | 0         | ?     | 0     | 4*    | 0     |
| Всего                  | Всего | Всего     | 22        | 4         | 1*    | 0*    | 23*   | 4*    |

Примечание: знаком * отмечены ячейки, данные в которых возможно больше указанных.